# Halla Medjiah
Halla Medjiah, née le 19 septembre 1998 en Algérie, est une tireuse sportive algérienne.

## Carrière
Halla Medjiah est médaillée de bronze en tir au pistolet à 10 m air comprimé par équipe femmes aux Championnats d'Afrique de tir 2015 au Caire.
Elle est médaillée d'or en tir au pistolet à 10 m air comprimé par équipe mixte avec Amine Adjabi aux Championnats d'Afrique de tir 2023 au Caire.